# Đông Phương, Kiến Thụy
Đông Phương là một xã thuộc huyện Kiến Thụy, thành phố Hải Phòng, Việt Nam.
Xã có diện tích 4,59 km², dân số năm 2024 là 9125 người, mật độ dân số đạt 1266 người/km².

## Địa giới hành chính
Xã Đông Phương nằm về phía Bắc huyện Kiến Thụy. Từ trung tâm xã đến trung tâm huyện lỵ theo đường 401 dài 3,5 km. Bắc giáp các phường Anh Dũng, Hưng Đạo (quận Dương Kinh); Đông giáp phường Hoà Nghĩa; Nam giáp xã Đại Đồng; Tây giáp sông Đa Độ với chiều dài 2,2 km.
Xã được chia thành 6 thôn lần lượt là
Đại Trà Đức(khoảng 1150 dân)
Đại Trà Sơn(khoảng 800 dân)
Đại Trà Hồng(khoảng 900 dân)
Đại Trà Hải(khoảng 1200 dân)
Lạng Côn Hải(khoảng 1050 dân)
Lạng Côn Hà(khoảng 1150 dân)

## Lược sử
Trước năm 1945, vùng đất này thuộc tổng Đại Trà. Sau cách mạng tháng Tám năm 1945, xã Đông Phương được thành lập trên cơ sở Tổng Đại Trà cũ gồm các thôn Đại Trà, Lạng Côn, Đức Phong và Phong Cầu. Vào thời kỳ cải cách ruộng đất năm 1956 xã Đông Phương tách ra thành 2 xã là xã Đông Phương và xã Đại Đồng. Đông Phương ổn định từ đó đến nay gồm các thôn Đại Trà Đức, Đại Trà Hồng, Đại Trà Sơn, Đại Trà Hải, Lạng Côn Hải , Lạng Côn Hà

## Di tích - Danh thắng
Đông Phương có 3 Di tích lịch sử văn hoá được xếp hạng cấp Quốc gia là đình Đại Trà, chùa Đại Linh và chùa Sùng Khánh. Các Di tích trên đều thịnh vượng vào thời nhà Mạc, đến nay đã qua rất nhiều lần tôn tạo vẫn giữ được vẻ đẹp cổ kính, bề thế, trang nghiêm.